# T-42 (戦車)
T-42はソビエト連邦の試作戦車である。
実現していた場合は多砲塔戦車にカテゴライズされる。

## 概要
計画は1930～33年頃に始まった。
ソ連は当時、まともな機動戦力、国産の戦車としてはT-18しか持たず、人民委員会議はイギリスが開発したA1E1 インディペンデント重戦車を元に、技術者たちに重戦車の開発を要求した。
そこでまずT-30多砲塔戦車の開発が始まったが、技術的な問題で上手くゆかず、ペーパープランに終わる。
続いてラパロ条約によってソ連で兵器開発を進めていたドイツの技術者たちを集めての多砲塔戦車開発に着手した。これが本車開発の経緯である。

## 開発
ソ連がドイツの技術者たちに要求したのは「75t前後で重装甲の戦車」というものだった。
しかし当時、多砲塔戦車＝軽装甲という宿命があまり認知されておらず、大型の車体に主砲と二つの副砲、4本か5本の機銃を搭載し、さらに本来の目的であった重装甲を搭載した結果、100tを超える超重戦車になるという試算になった。
基本的な設計はT-35に近い。
当時これほどの大重量を稼働させるほどのエンジンを車載することは不可能であり、生産計画は凍結され、T-30同様ペーパープランの域を出る事は出来なかった。

## 評価・その他
実現していた場合、おそらくT-35やマウスをも超える大型戦車になっていたと思われる。エンジンは機関車のエンジンを用いる計画もあったが、実際には試験もされていない。
また運用段階に至ったとしても、複雑な砲塔の配列や超重量による移動の不便さから、ソ連の首脳部が多砲塔戦車そのものが失敗であると実戦で思い知ることになる冬戦争や独ソ戦以前でありながら、役に立つ代物ではないという結論に行きついた。
超重量で橋を渡る事がほぼ不可能でありながら、潜水装備などもなされていない。

## 登場作品

### ゲーム
『トータル・タンク・シミュレーター』
ソ連の機密兵器、超重戦車T-42として登場。

## 参考
- М. Коломиец Многобашенные танки РККА. Часть 2 — М.: ООО «Стратегия КМ», 2000. — 80 с. — (Фронтовая иллюстрация No. 5-2000). — 1500 экз. — ISBN 5-901266-01-3.